# Pescolanciano
Pescolanciano község (comune) Olaszország Molise régiójában, Isernia megyében.

## Fekvése
A megye központi részén fekszik, Bocca di Forli völgyben. Határai: Agnone, Carovilli, Chiauci, Civitanova del Sannio, Miranda, Pietrabbondante és Sessano del Molise.

## Története
A települést valószínűleg a 10. század elején alapították. A középkorban Pesculum Lanzanum néven volt ismert. A Pesculum név arra utalhat, hogy egy magányos szikla tetején épült ki vára. A 19. század elején nyerte el önállóságát, amikor a Nápolyi Királyságban felszámolták a feudalizmust.

## Népessége
A népesség számának alakulása:

## Főbb látnivalói
- a háromszög alaprajzú erőd, a Castello
- valdens templom
- San Salvatore-templom